# 犀川長作
犀川 長作（さいかわ ちょうさく、1893年11月5日 - 1931年9月3日）は、大正から昭和期の日本の弁護士、法学者、教育者、立教大学教授。

## 人物・経歴
富山県東礪波郡出身。早稲田大学卒業。大正から昭和にかけて弁護士を務めた。
1925年（大正14年）には衆議院議員選挙法（普通選挙法）改正によって男子普通選挙が実現されたが、この際、犀川は同改正法のほか、改正貴族院令及び同時に制定された治安維持法の解説書を出版するなど、法律学に関する執筆活動も行った。
大正期には立教大学経済学部教授を兼務し、細野三千雄とともに民法と刑法を講じた。

## 主な著作
- 『改正衆議院議員選挙法釈義』犀川長作,犀川久平共著 富文社書店 大正14年
- 『借金の合理化』 改世社 昭和6年